# Péter Baráth
Péter Baráth (Kisvárda, 21 de febrero de 2002) es un futbolista húngaro que juega en la demarcación de centrocampista para el Raków Częstochowa de la Ekstraklasa.

## Selección nacional
Tras jugar en las categorías inferiores de la selección, finalmente hizo su debut con la selección de fútbol de Hungría el 17 de noviembre de 2022 en un encuentro amistoso contra Luxemburgo que finalizó con un resultado de empate a dos tras los goles de Gerson Rodrigues y Alessio Curci para Luxemburgo, y de Attila Szalai y András Németh para Hungría.

## Clubes
| Club              | País    | Año       | Partidos | Goles |
| ----------------- | ------- | --------- | -------- | ----- |
| Debreceni VSC II  | Hungría | 2020-2021 | 10       | 2     |
| Debreceni VSC     | Hungría | 2020-2023 | 83       | 9     |
| Ferencváros T. C. | Hungría | 2023-2024 | 17       | 0     |
| Raków Częstochowa | Polonia | 2024-     | 37       | 2     |

## Palmarés

### Títulos nacionales
| Título              | Club              | País    | Año  |
| ------------------- | ----------------- | ------- | ---- |
| Nemzeti Bajnokság I | Ferencváros T. C. | Hungría | 2023 |